# Гімбав
Гімбав (рум. Ghimbav) — місто у повіті Брашов в Румунії.
Місто розташоване на відстані 143 км на північ від Бухареста, 8 км на захід від Брашова.

## Населення
За даними перепису населення 2002 року у місті проживали 5112 осіб.
Національний склад населення міста:
| Національність | Кількість осіб | Відсоток |
| -------------- | -------------- | -------- |
| румуни         | 4795           | 93,8%    |
| угорці         | 237            | 4,6%     |
| німці          | 56             | 1,1%     |
| цигани         | 13             | 0,3%     |
| українці       | 2              | < 0,1%   |
| євреї          | 2              | < 0,1%   |
| італійці       | 2              | < 0,1%   |
| чанго          | 2              | < 0,1%   |
| болгари        | 1              | < 0,1%   |

Рідною мовою назвали:
| Мова       | Кількість осіб | Відсоток |
| ---------- | -------------- | -------- |
| румунська  | 4813           | 94,2%    |
| угорська   | 228            | 4,5%     |
| німецька   | 58             | 1,1%     |
| циганська  | 9              | 0,2%     |
| сербська   | 1              | < 0,1%   |
| італійська | 1              | < 0,1%   |

Склад населення міста за віросповіданням:
| Релігія                                       | Кількість осіб | Відсоток |
| --------------------------------------------- | -------------- | -------- |
| православні                                   | 4551           | 89,0%    |
| римо-католики                                 | 189            | 3,7%     |
| реформати                                     | 70             | 1,4%     |
| унітарії                                      | 47             | 0,9%     |
| бретрени                                      | 46             | 0,9%     |
| лютерани (Синодально-пресвітеріанська церква) | 43             | 0,8%     |
| баптисти                                      | 41             | 0,8%     |
| лютерани (Аугсбурзького сповідання)           | 34             | 0,7%     |
| п'ятдесятники                                 | 19             | 0,4%     |
| греко-католики                                | 17             | 0,3%     |
| лютерани                                      | 7              | 0,1%     |
| адвентисти                                    | 4              | 0,1%     |
| мусульмани                                    | 4              | 0,1%     |
| не релігійні                                  | 2              | < 0,1%   |
| атеїсти                                       | 1              | < 0,1%   |
| не вказали релігію                            | 2              | < 0,1%   |

## Зовнішні посилання
- Дані про місто Гімбав на сайті Ghidul Primăriilor [Архівовано 6 липня 2009 у Wayback Machine.]